# Деонас Вадим Володимирович
Вади́м Володи́мирович Деонас (Винокуров) (нар. 25 липня 1975, Одеса, Українські РСР, СРСР) — український футболіст та тренер. Нині — тренер воротарів ФК «Львів».

## Життєпис
Коли Деонас грав у футбол в піонертаборі, його помітили тренери дитячої школи «Чорноморця». Вихованець СДЮШОР одеського «Чорноморця» (тренери — О. Галицький, В. Фейдман-Сіднев), випускник київського РУОР (тренер — В. Хмельницький).
Грав за одеський «Чорноморець», в якому дебютував у сімнадцятирічному віці, але переважно в другій команді, тому осінню частину сезону 1995/1996 провів в «Прикарпатті», а весняну в «Миколаєві». Після цього повернувся до «Чорноморця». В сезоні 1997/98 був відданий в оренду в ЦСКА-2 (Київ). В 1999 році відправився в Росію, де виступав за тульський «Арсенал», смоленський «Кристал», липецький «Металург») і московський «Торпедо-ЗІЛ». В 2002 році грав за любительський клуб «Локомотив» з Одеси. В 2003 році змінив прізвище Винокуров на Деонас і перейшов в казахський «Атирау».
В 2004 році перейшов в «Сталь» (Дніпродзержинськ), а в наступному році в «Борисфен». Влітку 2005 року, після того як «Борисфен» вилетів з Вищої ліги, Деонас перейшов в сімферопольську «Таврію».
На початку 2006 року, як вільний агент, підписав контракт з «Арсеналом» (Київ). Виступаючи за київський «Арсенал» знявся в фотосесії для календаря клубу на 2008 рік, спільно з моделями журналу Playboy. Після трьох років, проведених в «Арсеналі», у Вадима закінчився контракт, який керівництво клубу вирішило не подовжувати, після чого Деонас вдруге за кар'єру опинився у «Таврії», підписавши з сімферопольською командою однорічну угоду. Посеред сезону продовжив контракт ще на рік, але, попри це, після закінчення сезону 2009/10 отримав статус вільного агента.
Влітку 2010 року побував на перегляді в луцькій "Волині, але не підійшов і, у підсумку, став гравцем «Іллічівця». За маріупольський клуб Вадим зіграв лише один матч у Кубку України, в якому отримав травму. Покинувши «Іллічівець», в лютому 2011 року Деонас намагався працевлаштуватися в «Оболоні», але невдало. Влітку 2011 року перейшов в брестське «Динамо», в якому провів хороший сезон і потрапив в символічну збірну легіонерів за версією білоруської газети «Прессбол». На початку 2012 року відгукнувся на пропозицію Леоніда Буряка і перейшов в «Олександрію».
Після виступів в «Олександрії» Вадим намагався працевлаштуватися в запорізькому «Металурзі», але не міг бути заявлений через тимчасові виступи на любительському рівні, тому згодом Деонас завершив кар'єру гравця та перейшов на тренерську роботу. Спочатку Деонас не збирався завершувати кар'єру, але, обміркувавши пропозицію «Карпат», погодився стати тренером молодіжної та юніорської команд львів'ян.
Влітку 2014, після приходу на пост головного тренера команди Ігора Йовічевіча, отримав і прийняв пропозицію стати тренером воротарів першої команди.

## Титули та досягнення
- Срібний призер Вищої ліги чемпіонату України: 1995 р.
- Срібний призер Першої ліги чемпіонату України: 1999 р.
- Срібний призер Другого дивізіону чемпіонату Росії: 2001 р.

### Цікаві факти
- Відмовляється публічно говорити про причини зміни прізвища у 28 років[1]
- Вчився в одному класі ДЮСШ «Чорноморця» з Дмитром Парфьоновим[23]
- Виступає проти куріння[24]